# Osaretin Demuren
Osaretin Demuren là một chủ ngân hàng người Nigeria, và là nữ chủ tịch đầu tiên của ngân hàng Guaranty Trust.

## Thuở nhỏ và giáo dục
Osaretin Demuren theo học tại trường trung học nữ sinh St. Maria Goretti, Benin. Bà có bằng về Kinh tế và Thống kê từ Học viện Kinh tế và Thống kê Moskva và bằng Cao học về tiếng Nga và Nghiên cứu sơ bộ từ Đại học Quốc gia Kyiv, Kiev.

## Sự nghiệp
Bà gia nhập ngân hàng trung ương vào năm 1976, nơi bà phục vụ trong một số vị trí ở Sở Thương mại và Giao dịch và sau đó được đưa đến Phòng nhân sự nơi bà làm Giám đốc. Bà nghỉ hưu vào ngày 29 tháng 12 năm 2009 sau 33 năm trong ngành. Bà là thành viên của một số hiệp hội chuyên nghiệp bao gồm Hiệp hội quản lý nguồn nhân lực của Mỹ, Hiệp hội thống kê Nigeria, Viện quản lý nhân sự Chartered của Nigeria và Viện đặc quyền ngân hàng của Nigeria. Bà nằm trong hội đồng quản trị của Quỹ Tín thác hưu trí Plc và của Công ty TNHH Tài chính vi mô LAPO. Demuren đã tham gia Hội đồng quản trị của Ngân hàng tín thác bảo lãnh vào tháng 4 năm 2013 và được công bố là chủ tịch vào năm 2015.

## Cuộc sống cá nhân
Bà kết hôn với cựu Tổng giám đốc của Cơ quan Hàng không Dân dụng Nigeria, Harold Demuren. Họ có sáu người con. Sở thích của bà là đọc và tư vấn tại nhà thờ địa phương của mình.